# Tomáš Kos
Tomáš Kos (* 31. Dezember 1967 in Semily) ist ein ehemaliger tschechoslowakischer beziehungsweise tschechischer Biathlet. Er nahm an drei Olympischen Winterspielen teil und gewann eine Silbermedaille bei Biathlon-Weltmeisterschaften.
Tomáš Kos lebt in Jablonec nad Nisou. 1981 begann er mit dem Biathlonsport. 1987 gab er sein Debüt im Weltcup und wurde 67. eines Einzels in Hochfilzen. Erster Höhepunkt der Karriere wurde die Teilnahme an den Olympischen Winterspielen 1988 in Calgary. Kos wurde 22. des Einzels, 24. des Sprints und mit Jiří Holubec, František Chládek und Jan Matouš Elfter des Staffelrennens. In der nacholympischen Saison erreichte er mit einem achten Rang bei einem Weltcup-Einzel in Borowetz eines seiner besten Karriereresultate. Bei den Weltmeisterschaften 1989 in Feistritz belegte er Rang 38 im Einzel. 1990 erreichte er bei den Weltmeisterschaften an der Seite von Ivan Masařík, Jiří Holubec und Jan Matouš am Holmenkollen in Oslo beim Mannschaftswettbewerb hinter der deutschen und vor der französischen Vertretung die Silbermedaille gewann. Danach dauerte es zwei Jahre, bis Kos bei den Olympischen Winterspielen 1992 in Albertville erneut bei internationalen Meisterschaften zum Einsatz kam. Wie schon vier Jahre zuvor kam er in allen drei möglichen Rennen zum Einsatz und wurde 23. des Einzels, 22. des Sprints und mit Martin Rypl, Jiří Holubec und Ivan Masařík Siebter des Staffelrennens. Seit 1993 startete er nach der Auflösung der Tschechoslowakei für Tschechien. Bei den Weltmeisterschaften 1993 in Borowetz wurde er 36. des Einzels, Elfter des Sprints und mit Petr Garabík, Ivan Masařík und Jiří Holubec Staffel-Zwölfter. Letzte internationale Meisterschaft wurden die Olympischen Winterspiele 1994 in Lillehammer. Kos wurde 46. des Sprints und mit Garabík, Masařík und Holubec 12. im Staffelrennen. Mittlerweile ist Kos Cheftrainer des slowenischen Biathlonverbandes.

## Biathlon-Weltcup-Platzierungen
Die Tabelle zeigt alle Platzierungen (je nach Austragungsjahr einschließlich Olympische Spiele und Weltmeisterschaften).
- 1.–3. Platz: Anzahl der Podiumsplatzierungen
- Top 10: Anzahl der Platzierungen unter den ersten zehn (einschließlich Podium)
- Punkteränge: Anzahl der Platzierungen innerhalb der Punkteränge (einschließlich Podium und Top 10)
- Starts: Anzahl gelaufener Rennen in der jeweiligen Disziplin

| Platzierung                               | Einzel | Sprint | Verfolgung | Massenstart | Team | Staffel | Gesamt |
| ----------------------------------------- | ------ | ------ | ---------- | ----------- | ---- | ------- | ------ |
| 1. Platz                                  |        |        |            |             |      |         |        |
| 2. Platz                                  |        |        |            |             | 1    |         | 1      |
| 3. Platz                                  |        |        |            |             |      |         |        |
| Top 10                                    | 1      |        |            |             | 1    | 1       | 3      |
| Punkteränge                               | 6      | 7      |            |             | 1    | 4       | 18     |
| Starts                                    | 22     | 21     |            |             | 1    | 4       | 48     |
| Stand: Karriereende, Daten nicht komplett |        |        |            |             |      |         |        |